# 애이클족제비여우원숭이
애이클족제비여우원숭이 또는 안타피아족제비여우원숭이 또는 붉은어깨족제비여우원숭이(Lepilemur aeeclis)는 족제비여우원숭이과에 속하는 영장류이다. 마다가스카르가 원산지다. 전체 몸 크기는 약 52-59 cm이고, 꼬리는 24–26 cm이다. 애이클족제비여우원숭이는 마다가스카르 서부에서 발견되며, 건조한 낙엽성 숲에서 산다.